# 金子マリ
金子 マリ（かねこ マリ、本名:金子眞利（かねこ まり）、1954年12月1日 - ）は、日本の歌手、ミュージシャン。東京都世田谷区下北沢出身。
“下北のジャニス”なる異名をもつ。
元夫はドラマーのジョニー吉長（1999年離婚。離婚まで吉長が金子姓を名乗っていた）。2人の間の息子は、RIZEのドラマー金子ノブアキとベーシストのKenKen（金子賢輔）である。2007年放送のNHK「食彩浪漫」に出演、料理レシピを公開、2人の息子の子育てについても語った。歌手活動の他、家業の葬儀屋を継ぎ、1993年より三代目代表に就任した。

## 経歴
- 1972年 - キャロルのライブでCharと出会い、バンド「スモーキー・メディスン」を結成。1974年解散。
- 1974年 - 難波弘之らとバンド「金子マリ&バックスバニー」を結成。

オリジナルメンバーは金子マリ（Vo）、永井充男（g）、鳴瀬喜博（b）、難波弘之（key）、橋本英晴（ドラムス）
- 1975年 - 上田正樹と有山淳司のアルバム『ぼちぼちいこか』で、"下北沢のマリちゃん"としてバックコーラスを務める。
- 1976年 - 大塚まさじのソロアルバム『遠い昔ぼくは・・・』を嚆矢に、『風が吹いていた』（1977年）『海と空・月と闇』（1978年）と、"金子真梨"名義でバックコーラスを亀淵友香（亀淵由香名義）と共に務める。
- 1977年 - 金子マリ&バックスバニー名義で『ライヴ』を発表。マーヴィン・ゲイやジャニス・ジョプリンのカヴァーも収録。
- 1978年 - 有山淳司のアルバム『ありのままじゅんじ』で、"小田急小梅"としてバックコーラスを亀渕友香と共に務める。
- 1979年 - 桑名正博のシングル「セクシャルバイオレットNo.1」でバックコーラスを亀渕友香と共に務める。
- 1980年 - RCサクセション「久保講堂」でのLIVE[注釈 1]において、「まりんブルース[注釈 2]」でゲストボーカルを務める。
- 1981年 - バンド「Voice&Rhythm」を結成。
- 1981年 - 加川良のシングル「ゴスペル -嘘でもいいから-[注釈 3]」（井上憲一プロデュース）でバックコーラスを亀淵友香と共に務める。
- 1983年 - Charと佐藤準をプロデューサーに迎え、初のソロアルバム『MARI FIRST』をリリース。
- 1987年 - 米米CLUBのシングル「sure dance」にコーラスとして参加。
- 1988年 - RCサクセションのアルバム『COVERS』にゲスト参加。RCサクセションのツアーにも帯同。
- 1991年 - 米米CLUBのツアー「ANTI SHARISHARISM 右脳と左脳の恋物語」に数カ所でコーラスとして参加（ライブビデオでもその時の様子が収録されている）。また、同年発表のアルバム『K2C』、シングル「ひとすじになれない」にもコーラスで参加。
- 1992年 - バンド「MAMA」を結成。

金子マリ（Vo、A.G.、Cho.）、井上憲一（G、Cho.。ex?サンディー&ザ・サンセッツ。）、藤井裕（B、Cho.。ex-上田正樹とサウス・トゥ・サウス。）、松本照夫（D、Cho.。ex-ウエスト・ロード・ブルース・バンド。）、ロケット・マツ（Key.、Cho.）
- 1993年 - 吉田建をプロデューサーに迎え、2ndソロアルバム『JUST LOVE』をリリース。
- 1994年 - MAMAのデビュー・アルバム『Wie Pie』をリリース。
- 1995年 - 有賀啓雄をプロデューサーに迎え、3rdソロアルバム『River of Life』をリリース。
- 2005年 - バンド：金子マリpresents 「5th Element will」を結成

岩田浩史（g）、森園勝敏（g、四人囃子）、大西真(b)、石井為人(key)、松本照夫（dr）
- 2006年 - 忌野清志郎、有山じゅんじ、高野寛、向井秀徳、佐野元春、浜崎貴司、木村充揮、矢野顕子、さだまさし、山路敦、Char、KenKen、金子ノブアキら豪華ゲストを迎え4thソロアルバム『B-ethics』をリリース。
- 2008年 - 2月にカバーアルバム『金子な理由』、12月に金子マリ渋谷毅名義で「MARI SINGS ALONG WITH SHIBUYA-SAN」をリリース。
- 2009年 - フラワーカンパニーズのコンピレーション・アルバム『深夜高速 -生きててよかったの集い-』に参加。
- 2014年 - 1月に『Mari Kaneko Presents 5th Element Will Featuring Kyoichi Kita』（5th Element Will＋北京一〈きたきょういち〉）をリリース。
- 2015年 - DVD『MARI KANEKO 60th BIRTHDAY LIVE 金子な理由』をリリース。
- 2020年 - 野村義男のソロアルバム『440Hz with〈LIFE OF JOY〉』12曲目収録「レッツ・ラ・ゴォー！」にボーカルで参加。

現在：金子マリpresents「5th Element will」で活躍
なお、「スモーキー・メディスン」や「金子マリ&バックスバニー」はイベントなどで再結成されている。

## ディスコグラフィ

### 金子マリ&バックスバニー名義

#### シングル
| 発売日    | 面        | タイトル                     | 作詞              | 作曲      | 規格      | 規格品番  |
| CBSソニー | CBSソニー | CBSソニー                    | CBSソニー         | CBSソニー | CBSソニー | CBSソニー |
| --------- | --------- | ---------------------------- | ----------------- | --------- | --------- | --------- |
| 1976年    | A         | あるとき                     | 金子眞利 谷口康清 | 鳴瀬喜博  | EP        | 06SH4     |
| 1976年    | B         | 夕焼けの詩（西岸良平に捧ぐ） | 金子眞利          | 鳴瀬喜博  | EP        | 06SH4     |

#### アルバム
- MARI & Bux Bunny（1976年）
- ライブ We Got To（1977年）
- Shoot the moon（1978年）
- The Super-natural（1979年）
- アルバム・コンプリート・ボックス（CD 4枚組限定品）（2017年）
  - 「MARI & BUX BUNY」「The Super Natural」は初のCD化[3]

### 金子マリ名義

#### アルバム
- MARI FIRST（1983年9月、バップレコード、30121-28）-　2004年にデジタル・リマスター盤・紙ジャケット仕様で再発。
- JUST LOVE（1993年）
- River of Life（1995年）
- B-ethics（2006年）
- 金子な理由（2008年）
- MARI SINGS ALONG WITH SHIBUYA SAN（2008年）
- Mari Kaneko Presents 5th Element Will Featuring Kyoichi Kita（2014年）

### The Voice ＆ Rhythm名義

#### アルバム
- ボイスればリズムる!!（1983年）

### MAMA名義

#### アルバム
- Wie Pie（1994年6月、江戸屋レコード、EDCR-709）

### 映像作品
- MARI KANEKO 60th BIRTHDAY LIVE 金子な理由（2015年）
- 金子マリ & BUX BUNNY 2017.3.16『アルバムコンプリート・ボックス』発売記念LIVE～そして長い旅～ オンデマンド(DVD-R) （2017年）

下北沢GARDENにて開催された発売記念ライブをDVD化
オリジナルメンバー、”SPECIAL GUEST DRUMMER”古田たかし、金子ノブアキ(RIZE)が参加。 ノーカットMCを含む139分収録